# Christa Kinshofer
Christa Kinshofer (; Monaco di Baviera, 24 gennaio 1961) è un'ex sciatrice alpina tedesca naturalizzata olandese che gareggiò per la nazionale tedesca occidentale e, per un breve periodo, per quella olandese.
Vincitrice di tre medaglie olimpiche, della Coppa del Mondo di slalom gigante nel 1979 e della Coppa Europa nel 1987, in seguito al matrimonio aggiunse al proprio il cognome del coniuge e gareggiò come Christa Kinshofer-Güthlein.

## Biografia
Sciatrice polivalente originaria di Rosenheim, la Kinshofer ottenne i primi risultati internazionali nel 1977, quanto colse il primo piazzamento in Coppa del Mondo, il 3 gennaio 1977 a Oberstaufen in slalom speciale (10ª), e fu 3ª nella classifica di slalom gigante della Coppa Europa di quella stagione. Conquistò la prima vittoria, nonché primo podio, in Coppa del Mondo il 18 dicembre 1978 a Val-d'Isère in slalom gigante e in quella stagione 1978-1979, grazie anche a sei podi (cinque le vittorie), si aggiudicò la Coppa del Mondo di slalom gigante con 13 punti di vantaggio su Hanni Wenzel.
L'anno dopo esordì ai Giochi olimpici invernali e a Lake Placid 1980 vinse la medaglia d'argento nello slalom speciale (valida anche per i Mondiali 1980) e si classificò 5ª nello slalom gigante; due anni dopo ai Mondiali di Schladming 1982 fu 9ª nello slalom gigante, suo ultimo piazzamento iridato. Nelle stagioni 1985-1986 e 1986-1987 gareggiò per la nazionale olandese per dissapori con la Federazione tedesca occidentale; nella stagione 1986-1987 dominò la Coppa Europa, vincendo la classifica generale e quelle di supergigante e di slalom gigante e classificandosi 2ª in quella di slalom speciale.
Tornata a competere con i colori tedeschi, il 19 dicembre 1987 colse a Piancavallo la sua ultima vittoria in Coppa del Mondo, in slalom speciale, e il 24 gennaio 1988 a Bad Gastein l'ultimo podio: 2ª nella medesima specialità. Ai XV Giochi olimpici invernali di Calgary 1988, sua ultima presenza olimpica, vinse la medaglia d'argento nello slalom gigante e quella di bronzo nello slalom speciale; si classificò inoltre 10ª nel supergigante e non completò la combinata. Il suo ultimo piazzamento in carriera fu il 9º posto nello slalom gigante di Coppa del Mondo disputato ad Aspen il 7 marzo 1988.

## Bilancio della carriera
Per un decennio, tra la fine degli anni 1970 e la fine del decennio successivo, fu una delle più vittoriose interpreti delle specialità tecniche, riuscendo in carriera a conquistare sette successi in Coppa del Mondo (cinque in slalom gigante, uno in slalom speciale e uno in combinata). Nel 1979 si aggiudicò anche la Coppa del Mondo di slalom gigante. La sciatrice tedesca vinse anche due medaglie d'argento olimpiche: una nello slalom speciale ai XIII Giochi olimpici invernali di Lake Placid 1980 negli Stati Uniti, validi anche ai fini dei Mondiali 1980, e una otto anni più tardi a Calgary 1988 in Canada, nello slalom gigante, accanto al bronzo nello slalom speciale.

## Palmarès

### Olimpiadi
- 3 medaglie:
  - 2 argenti (slalom speciale a Lake Placid 1980[3]; slalom gigante a Calgary 1988)
  - 1 bronzo (slalom speciale a Calgary 1988)

### Coppa del Mondo
- Miglior piazzamento in classifica generale: 8ª nel 1979
- Vincitrice della Coppa del Mondo di slalom gigante nel 1979
- 17 podi:
  - 7 vittorie (5 in slalom gigante, 1 in slalom speciale, 1 in combinata)
  - 6 secondi posti
  - 4 terzi posti

#### Coppa del Mondo - vittorie
| Data             | Località        | Paese          | Specialità |
| ---------------- | --------------- | -------------- | ---------- |
| 18 dicembre 1978 | Val-d'Isère     | Francia        | GS         |
| 7 gennaio 1979   | Les Gets        | Francia        | GS         |
| 6 febbraio 1979  | Berchtesgaden   | Germania Ovest | GS         |
| 8 marzo 1979     | Aspen           | Stati Uniti    | GS         |
| 11 marzo 1979    | Heavenly Valley | Stati Uniti    | GS         |
| 21 gennaio 1981  | Crans-Montana   | Svizzera       | KB         |
| 19 dicembre 1987 | Piancavallo     | Italia         | SL         |

Legenda:

GS = slalom gigante

SL = slalom speciale

KB = combinata

### Coppa Europa
- Vincitrice della Coppa Europa nel 1987
- Vincitrice della classifica di supergigante nel 1987
- Vincitrice della classifica di slalom gigante nel 1987

### Campionati tedeschi
- 6 medaglie (dati parziali fino alla stagione 1985-1986)[4]:
  - 6 ori (slalom gigante nel 1979; slalom gigante, slalom speciale nel 1980; slalom gigante, slalom speciale nel 1981; supergigante nel 1988)

## Riconoscimenti
- Atleta tedesca dell'anno nel 1979[2][5]